# Ricarte de Freitas
Ricarte de Freitas é um advogado e político brasileiro.

## Biografia
Casou com Iracy Anjos de Freitas, pai de Ricarte de Freitas Júnior (deputado estadual na Assembleia Legislativa de Mato Grosso, entre os anos de 1992 e 1999, e deputado federal pelo mesmo estado, entre 1999 a 2011).
Pela União Democrática Nacional (UDN), com 2.159 votos, Nas eleições de 1948 foi candidato a deputado estadual para a Assembleia Legislativa de Santa Catarina (ALESC) pela União Democrática Nacional (UDN), obtendo 2.159 votos e participou da 1ª Legislatura (1947-1951).